# Cristoforo Lanfranchini
Cristoforo Lanfranchini (o Lanfranchino), latinizzato come Christophorus Lanfranchinus (Verona, 1430 – 20 giugno 1504) è stato un diplomatico, politico e giureconsulto italiano del XV secolo.

## Biografia
Nacque nel 1430 a Verona. Il padre Lanfranchino ricopriva piccoli incarichi politici. Pur essendo la famiglia di modeste condizioni, una consistente eredità fondiaria consentì a Cristoforo di compiere gli studi di giurisprudenza; studiò all'Università di Bologna, dove probabilmente ebbe il dottorato in utroque iure; a Ferrara divenne professore straordinario di diritto civile e canonico nel 1448 e solo anni dopo, nel 1455, conseguì il dottorato in diritto canonico.
Nel 1452 ottenne il titolo onorifico di conte palatino (Comes palatinus et eques collegiatus) da Federico III d'Asburgo, disceso in Italia.
Lanfranchini fu inviato nella capitale Venezia undici volte tra il 1457 e il 1501, anche come oratore in occasione dell'elezione del doge.
A Verona, dove continuò a ricoprire incarichi politici, fu membro della curia del podestà; fu nominato per due volte podestà di Legnago.
Nel 1497 pubblicò a Brescia il Tractatulus seu quaestio utrum preferendus sit doctor an miles, la sua opera più apprezzata, in cui esprime la tesi che la carriera militare non produce lo status di nobile, ma le virtù e lo studio. Si occupò anche di poesia e scrisse varie orazioni, epigrammi ed elegie.
Morì nel 1504 e venne inumato nella chiesa di Santa Eufemia a Verona, nella quale aveva fatto costruire un nuovo portale oltre al proprio monumento funebre.

## Opere
- (LA) Quaestio utrum praeferendus sit doctor an miles, Brescia, Angelo Britannico, 1497.